# 尹鍾龍
尹鍾龍（1944年1月22日—）是韓國三星電子前、副会长兼CEO、終身顧問。

## 生平
畢業於美國麻省理工学院，1966年加入韩国三星电子，先后掌管三星电视业务部、研发部等要职。1978年初次被派駐日本，有人形容说，尹钟龙是闭上眼睛都能画得出VTR电路图的人。因為得不到李秉哲的理解，黯然離職。李健熙掌控三星之後，重新啟用尹鍾龍。尹钟龙上台後即削价大量出售存货，使三星债务降到了50％以下，一年後公司扭亏为盈。尹鍾龍曾進行三星內部规模最大的裁员，三星电子管理层裁员30％，非管理层裁员35％，被稱為“裁员强人”，尹鍾龍於三星瀕臨破產之際，仍然堅持研發，成功研發出DRAM, NAND Flash等半導體。1998年，美国亚特兰大《学院工程师》杂志授予“杰出管理成就奖”。
1999年以后，尹钟龙大力提升三星品牌，以最快的速度向消费者推出新产品，三星电子成为全球最大的内存芯片、显示器和彩电制造商。2002年，三星电子销售量高达330亿美元，盈利60亿美元。2009年12月，被哈佛商学院《哈佛商业评论》评为全球最佳的五位CEO之一。